# Max朱鹭315号
《Max朱鹭315号》（日语：／ makkusu toki san-byaku-jūgo gō）是日本女子偶像團體NGT48的歌曲，由秋元康作词，松本一也作曲和编曲，高仓萌香担任Center（中心成员）。

## 发行背景
这是NGT48的首支原创歌曲，作为B面曲收录在2016年3月9日发行的AKB48第43张单曲《你就是旋律》的Type D版本中。
歌名中的“Max朱鹭315号”是上越新幹線实际存在的E4系列车由東京开往新潟的車次。但在于2019年3月16日实施的JR東日本时刻表更改中，双层E4系列车将被E7系取代，因此该车次名称将删去“Max”变为“朱鹭315号”，“Max朱鹭315号”则不复存在。
除兼任的柏木由紀之外，当时的全体25名NGT48成员演唱了这首歌曲。
该曲在AKB48集团于2017年1月21日至22日举办的歌曲投票活动“AKB48集团 重温时间 最佳曲目100 2017”中获得第一名。

## 音乐性及评价
以钢琴和木吉他为前奏引入的主歌歌词令人想起以新潟为背景的小说《雪国》的开头。是一首轻快柔和的偶像歌曲。
歌词令人浮想起新潟的风景。此外尽管该曲以新潟为主题，但也能让听者忆及自己的家乡，在社交媒体上成为许多偶像爱好者认为的“2016年度最佳曲目”。

## 媒体使用
本曲是NGT48成员拍摄的JR東日本新潟支社在新潟縣內播放的旅遊套裝產品「TYO」之電視與車站廣告「心動、TYO篇」（ときめき、TYO編）的廣告曲。廣告同樣是由高倉萌香主演，並有加藤美南、中井莉加、太野彩香、北原里英、西潟茉莉奈與荻野由佳等成員參與演出
除了與JR東日本的合作外，本曲也是魚糕食品製造商一正蒲鉾的减盐系列产品之广告曲。

## 音乐视频
音乐视频在新潟县各处的雪地场景中拍摄，萬代橋、万代城周边、NGT48劇場、新发田城址公园和帝京长冈高中等地点都能在视频中看到。音乐视频由中村太洸执导。

## 演唱成员
- Team NIII：荻野由佳、小熊倫实、加藤美南、北原里英、佐藤杏樹、菅原里子、高倉萌香、太野彩香、中井莉加、西潟茉莉奈、長谷川玲奈、本間日陽、村雲颯香、山口真帆、山田野绘
- NGT48研究生：大泷友梨亚、角由利亚、日下部爱菜、清司丽菜、高桥真生、中村步加、奈良未遥、西村菜那子、水泽彩佳、宫岛亚弥